# Кривитченко, Семён Борисович
Семён Борисович Кривитченко (род. 6 марта 1995) — российский волейболист, либеро команды «Зенит» (Санкт-Петербург). Кандидат в мастера спорта России.

## Спортивная карьера
До 2015 года играл за клуб «Газпром-Ставрополь», потом выступал за «Динамо-ЛО» в 2015-2018 годах. В 2016 году в составе команды стал победителем Высшей лиги "А" и дебютировал в Суперлиге. Получил приглашение перейти в петербургский «Зенит».
С 2020 года вернулся в «Динамо-ЛО».
13 февраля 2021 года новосибирский «Локомотив» объявил о подписании контракта с Семёном Кривитченко до конца сезона 2020-2021.